# Axinella damicornis
Espèce
L’Axinelle plate ou Axinelle ramure de daim (Axinella damicornis,), est une espèce de spongiaire (Porifera) de la famille des Axinellidés.

## Description
Éponge courte ( moins de 15cm) et peu ramifiée de couleur jaune à orange. Embranchements plats et larges en forme d'éventails de texture veloutée.

## Écologie

### Alimentation
Comme toutes les éponges, l'axinelle plate est un organisme filtreur, qui fait transiter par ses nombreux pores de grandes quantité d'eau à l'aide de cellules ciliées spécialisées (choanocytes). Elle extrait ensuite de l'eau des particules issues du plancton, afin de s'alimenter.

### Reproduction
L'axinelle plate est capable de reproduction asexuée par bourgeonnement. Elle est également capable de produire des gamètes mâles et femelles, cependant la reproduction sexuée ne peut avoir lieu que lors de la rencontre des gamètes issues de deux individus différents. Ce mode de reproduction est ovipare et donne lieu à un cycle de vie commençant par une phase larvaire mobile. Les larves sont en effet équipées de cellules ciliées leur permettant de nager avant de se fixer sur un substrat.

## Répartition et habitat
L'espère est surtout représentée en Méditerranée, mais elle s'étend au nord dans l'Atlantique jusqu'à la Manche et les îles britanniques.
La grande majorité des observations ont lieu entre 10 et 30m de profondeur, mais l'espèce est connue de certains substrats superficiels jusqu'à 2m de profondeur. A l'inverse, de plus rares observations ont été faites à des profondeurs bien plus grandes (plus de 100m),.
Elle a une préférence pour les substrats rocheux à fort sédimentation.

## Physiologie

### Régénération
L'axinelle, comme la majorité des éponges, est dotée d'une capacité de régénération à partir de cellules détachées.